# Slavnica
Slavnica és un poble i municipi d'Eslovàquia que es troba a la regió de Trenčín.

## Història
La primera menció escrita de la vila es remunta al 1379.

## Demografia
| Godina             | 1994 | 2004   | 2014   | 2024   |
| ------------------ | ---- | ------ | ------ | ------ |
| Nombre de persones | 786  | 820    | 846    | 864    |
| Diferència         |      | +4,32% | +3,17% | +2,12% |

| Godina             | 2023 | 2024   |
| ------------------ | ---- | ------ |
| Nombre de persones | 856  | 864    |
| Diferència         |      | +0,93% |